# Thysanometrinae
Thysanometrinae zijn een onderfamilie van de Antedonidae, een familie van haarsterren.

## Geslachten
- Coccometra A.H. Clark, 1908
- Thysanometra A.H. Clark, 1907